# Josef Vejvoda (1947)
Josef Vejvoda (* 16. června 1947) je bývalý český fotbalista, obránce.

## Fotbalová kariéra
V československé lize hrál za Bohemians Praha. Nastoupil ve 127 ligových utkáních. V Poháru UEFA nastoupil ve 2 utkáních.

## Ligová bilance
| Ročník                                   | Zápasy | Góly | Klub            |
| ---------------------------------------- | ------ | ---- | --------------- |
| 1. československá fotbalová liga 1969/70 | 17     | 0    | Bohemians Praha |
| 1. československá fotbalová liga 1973/74 | 26     | 0    | Bohemians Praha |
| 1. československá fotbalová liga 1974/75 | 28     | 0    | Bohemians Praha |
| 1. československá fotbalová liga 1975/76 | 27     | 0    | Bohemians Praha |
| 1. československá fotbalová liga 1976/77 | 28     | 0    | Bohemians Praha |
| CELKEM                                   | 126    | 0    |                 |